# Cosmarium
Cosmarium (van Grieks kosmarion = "kleine sieraden") is de naam van een soort sieralgen die relatief soortenrijk is, met ongeveer 1000 beschreven vertegenwoordigers. Het geslacht behoort tot de familie Desmidiaceae.

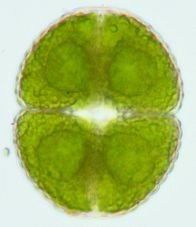
Cosmarium ochthodes

## Beschrijving
Een cosmarium bestaat uit twee meestal 5 tot 50 µm grote halfcellen, die met elkaar zijn verbonden door een zogenaamde landengte, die de celkern bevat. In tegenstelling tot het vergelijkbare geslacht Micrasterias zijn de vaak niervormige halve cellen niet ingesneden of gelobd. De celwanden van tal van soorten zijn echter op een karakteristieke manier gebeeldhouwd, zodat lege celwanden van dode Cosmaria als identificatiekenmerk worden gebruikt.
In tegenstelling tot de celwanden van de gelijkaardige geslachten Staurodesmus, Staurastrum en Xanthidium, hebben ze nooit stekels. Naast deze kenmerken zijn de celgrootte, breedte en hun verhouding bijzonder belangrijke identificerende kenmerken. Cosmarium komt meestal voor in relatief schoon, zacht water en horen daarom b.v. tot de flora van de moerassen. Soorten zoals Cosmarium cucurbita en Cosmarium pygmaeum worden als sfagnofiel beschouwd. Naast soorten die nauw verbonden zijn met bepaalde levensomstandigheden, zijn er andere die meer verspreid zijn en b.v. kleine vijvers of vochtige aarde, grind en zandplaatsen koloniseren. Omdat biotopen met schoon, zacht water zeldzamer zijn geworden, zijn talrijke Cosmarium-soorten nu bedreigde diersoorten (zie Rode Lijst van bedreigde diersoorten).

## Soorten
- Cosmarium angulosum Bréb.
- Cosmarium auriculatum Reinsch
- Cosmarium bioculatum Bréb. ex Ralfs
- Cosmarium bisphaericum Printz
- Cosmarium blyttii Wille
- Cosmarium borgesenii
- Cosmarium botrytis Menegh. ex Ralfs
- Cosmarium contractum Kirchn.
- Cosmarium costatum Nordst.
- Cosmarium cucumis Corda ex Ralfs
- Cosmarium debaryi W.Archer
- Cosmarium dentatum
- Cosmarium depressum
- Cosmarium dilatatum Lütkem.
- Cosmarium elegantissimum P.Lundell
- Cosmarium exiguum W.Archer
- Cosmarium fontarabiense
- Cosmarium fontrabiense
- Cosmarium formosulum Hoff
- Cosmarium furcatospermum W.West & G.S.West
- Cosmarium granatum Bréb. ex Ralfs
- Cosmarium hammeri Reinsch
- Cosmarium humile (F.Gay) Nordst.
- Cosmarium impressulum Elfving
- Cosmarium isthmium W.West
- Cosmarium laeve Rabenh.
- Cosmarium levinotabile
- Cosmarium lundellii Delponte
- Cosmarium norimbergense
- Cosmarium obsoletum (Hantzsch) Reinsch
- Cosmarium obtusatum Schmidle
- Cosmarium ochthodes Nordst.
- Cosmarium ovale Ralfs ex Ralfs
- Cosmarium pachydermum P.Lundell
- Cosmarium praemorsum
- Cosmarium pseudoconnatum Nordst.
- Cosmarium quadrum P.Lundell
- Cosmarium rectangulare Grunow
- Cosmarium reniforme (Ralfs) W.Archer
- Cosmarium sexangulare P.Lundell
- Cosmarium sp. ACKU 1232
- Cosmarium subcostatum Nordst.
- Cosmarium subcucumis Schmidle
- Cosmarium subprotumidum Nordst.
- Cosmarium subtumidum Nordst.
- Cosmarium succissum W.West
- Cosmarium tenue W.Archer
- Cosmarium trilobulatum Reinsch
- Cosmarium tumidum P.Lundell
- Cosmarium undulatum Corda
- Cosmarium vexatum W.West